# Pixies (Spiel)
Pixies ist ein Kartenspiel des französischen Spieleautors Johannes Goupy, das im Jahr 2024 bei dem Verlag Bombyx Studio erschienen ist; im deutschsprachigen Raum wird es von Pegasus Spiele verlegt. Das Spiel ist für zwei bis fünf Spieler ab einem Alter von 8 Jahren konzipiert. Die Mitspieler versuchen dabei jeweils, in einer Auslage einen Waldboden zu bereiten und kleine Kobolde (Pixies) anzusiedeln.

## Thema und Ausstattung
Bei dem Spiel Pixies handelt es sich um ein Ablagespiel, bei dem die Mitspieler jeweils eine Kartenauslage ähnlich der einer Patience zu bilden. Dabei können sie Karten entweder als „Waldboden“ oder als Kartenwerte mit den darauf abgebildeten Pixies verwenden. Der Spieler, der nach drei Durchgängen die meisten Punkte hat, gewinnt das Spiel.
Das Spielmaterial besteht neben der Spielanleitung aus insgesamt 70 Karten in vier Farben mit den Werten „1“ bis „9“; die Verteilung der Werte ist ungleichmäßig und bis zum Wert „5“ aufsteigend von fünf bis zwölf Karten und danach bis zur „9“ wieder absteigend auf fünf Karten. Auf den Rückseiten aller Karten befindet sich eine Abbildung des Waldbodens. Die Vorderseiten sind durch Fotos von mit Naturmaterialien wie Samen und Zapfen gebauten Kobolden vor einer verwaschenen farbigen Landschaft gestaltet und können zusätzlich Piktogramme mit Spiralen, Kreuzen, Farbkennzeichnungen oder Kombinationen derselben enthalten, die für die Punktewertung wichtig sind.

## Spielweise
Vor dem Spiel werden alle Karten gemischt und als verdeckter Nachziehstapel in die Tischmitte gelegt. Die Mitspieler spielen beginnend mit einem Startspieler nacheinander im Uhrzeigersinn. Der jeweilige aktive Spieler deckt so viele Karten auf, wie es der Anzahl der Mitspieler entspricht. Nacheinander wählen nun alle Mitspieler jeweils eine Karte, die sie vor sich in eine Auslage legen müssen. Dabei handelt es sich um eine Auslage von 3 mal 3 und damit 9 Feldern.
Der Spieler muss, wenn möglich, die Karte auf die Position legen, die der Nummer auf der Karte entspricht. Auf jeder Position dürfen dabei immer zwei Karten liegen, eine verdeckt als Waldboden und eine offen darauf. Legt ein Spieler seien erste Zahlenkarte an eine Position, wird sie offen gelegt. Die zweite an der gleichen Stelle kann er als Waldboden unter die erste legen; alternativ kann er auch die bereits liegende Karte umdrehen und die neue offen darauf platzieren. Wenn bereits zwei Karten an einem Platz liegen, wird eine mögliche dritte als Waldboden auf einem beliebigen freien Platz abgelegt. Karten, die Waldboden bilden, dürfen später nicht wieder umgedreht werden.
Ein Durchgang endet, wenn ein Mitspieler eine vollständige Auslage hat, also den letzten noch freien Platz entweder mit Waldboden füllt oder einen Kobold platziert. Danach werden die Auslagen der Spieler wie folgt gewertet:
- Für jeden Kobold, der auf Waldboden liegt, bekommt der Spieler den Kartenwert als Punkte
- Für jede Spirale auf offen liegenden Karten bekommt der Spieler einen Pluspunkt.
- Für jedes Kreuz auf offen liegenden Karten bekommt der Spieler einen Minuspunkt.
- Wenn Kobolde auf der Karte eine Wertungsangabe (Spirale/Farbe) haben, erhalten diese Karten pro offen liegendem Kobold der entsprechenden Farbe je einen Punkt
- Für jeden Kobold in der größten orthogonal zusammenhängenden Farbgruppe bekommen die Spieler je nach aktuellem Durchgang 2 bis 4 Punkte

Nachdem alle Punkte verteilt wurden, wird der nächste Durchgang vorbereitet, Startspieler wird der letzte Spieler der letzten Runde.
Ein Spiel endet nach dem dritten Durchgang, Gewinner ist der Spieler mit der höchsten Gesamtpunktzahl.

## Entwicklung und Rezeption
Das Spiel Pixies wurde von Johannes Goupy entwickelt und erschien 2024 in einer englisch- und französischsprachigen Version bei dem französischen Verlag Bombyx Studios. Im gleichen Jahr wurde es in verschiedene Sprachen übersetzt und erschien in Lizenz auf Deutsch (Pegasus Spiele), Niederländisch (Gam'inBIZ), Tschechisch/Slowakisch (TTGames CZ), Italienisch (Cranio Creations), Spanisch (Tranjis Games), Englisch (Pandasaurus Games), Russisch (Fabrika Igr), Japanisch (Hobby Japan) und Koreanisch (Hanall M&C).
Der Spielekritiker Udo Bartsch besprach das Spiel in seinem Blog „Rezensionen für Millionen“ und bezeichnete es als „solide“. Er schrieb, es komme „in [s]einen Runden überdurchschnittlich gut an, was sicherlich auch an der Grafik liegt.“ Für ihn liegt ein Manko in der „langwierige[n] Abrechnung am Ende jeder Runde“, das Spiele mache jedoch „nichts falsch, es gefällt [ihm] durchaus, [er] spiele gerne mit.“ Die Spielidee sei in seinen Augen „in Ordnung, aber nicht herausragend.“

## Belege
1. 1 2 3 4 5 6 7 8  
Spielanleitung Pixies, Pegasus Spiele 2024
2. ↑  
Pixies, Versionen bei BoardGameGeek. Abgerufen am 5. April 2025.
3. 1 2  
Udo Bartsch: Pixies, Rezension auf „Rezensionen für Millionen“, 9. Oktober 2024; abgerufen am 5. April 2025.